# مايك دوغاتي
مايك دوغاتي (بالإنجليزية: Mike Doughty)‏ هو مغني ومغن مؤلف ومهندس وفنان الشارع أمريكي، ولد في 10 يونيو 1970 في فورت نوكس في الولايات المتحدة.

## وصلات خارجية
- الموقع الرسمي
- مايك دوغاتي على موقع IMDb (الإنجليزية)
- مايك دوغاتي على موقع ميوزك برينز (الإنجليزية)
- مايك دوغاتي على موقع قاعدة بيانات برودواي على الإنترنت (الإنجليزية)
- مايك دوغاتي على موقع أول ميوزيك (الإنجليزية)
- مايك دوغاتي على موقع أول ميوزيك (الإنجليزية)
- مايك دوغاتي على موقع ديسكوغز (الإنجليزية)